# Catuana
Catuana é um distrito de Caucaia, na Região Metropolitana de Fortaleza. Está localizado nas proximidades do Complexo Industrial e Portuário Governador Mário Covas, no Pecém. A sede do distrito fica no Km 40 da BR-222. Faz divisa com os distritos de Sítios Novos, Guararu e Bom Principio. Também faz divisa com a Praia de Cumbuco.

## Informações gerais
Recebeu uma estação ferroviária inaugurada em 1926 pela extinta RVC. Atualmente encontra-se desativada.  
Pela Lei Estadual n.º 1.153, de 22 de novembro de 1951, é criado o distrito de Catuana, criado com terras do distrito de Sítios Novos e anexado ao município de Caucaia. Sob a mesma lei é extinto o distrito de Cauípe, sendo seu território anexado ao distrito de Sítios Novos.
Conta com uma fábrica extrativista de palha de carnaúba que emprega moradores da região durante a estação seca.
Terras da região são frequentemente arrendadas para extração da palha de carnaúba, importante recurso local do qual é extraído o pó da palha de carnaúba para aplicação na indústria de produtos de limpeza e cosméticos. 

## Organização Administrativa
Fazem parte do distrito de Catuana as localidades de: Matões, Pitombeiras, Área Verde, Amarela, Planalto Cauípe (na região praiana), Angicos, Lagoa Pedro Lopes, Mixira, São José e Boqueirão dos Cunhas (na região serrana).  